# Memories on Stone
Memories on Stone (kurdischer Titel: Bîranînen li ser kevirî) ist ein deutsch-kurdischer Spielfilm des Regisseurs Şewket Emîn Kurkî aus dem Jahre 2014. Produziert wurde er von mîtosfilm in Koproduktion mit mîtosfilm Iraq. Der Film zeigt die Schwierigkeiten der Schulfreunde Hussein und Alan, einen Film im befreiten Irak (heutige Autonome Region Kurdistan) über die Verbrechen der Saddam-Regierung während des Anfal-Genozids zu drehen. Der Film erhielt auf internationalen Festivals viele Preise und Nominierungen und war 2016 die Oscar-Einreichung des Iraks für den besten internationalen Film.

## Handlung
Nachdem Saddams System im Irak kollabiert ist, beschließen die Schulfreunde Hussein und Alan, einen Film über den Al-Anfal-Genozid zu produzieren. Aber einen Film im Nachkriegskurdistan zu machen, ist nicht einfach und stellt sich bald als Odyssee heraus. Die schwierigste Aufgabe von allen scheint, die weibliche Hauptrolle zu besetzen. Als sie die Hoffnung schon fast aufgegeben haben, spricht Sinur bei ihnen für die Rolle vor. Sie ist jung, hübsch und sehr stark an dem Projekt interessiert, da ihre eigene Kindheit von diesem Genozid überschattet wurde. Doch die Entscheidung liegt nicht bei Sinur allein: Ihr Cousin Hiwa und ihr Onkel Hamid müssen ihre Einwilligung geben. Etwas scheint Sinur so stark an diesen Film zu binden, dass sie sogar einer Verlobung mit ihrem ungeliebten Cousin Hiwa zustimmt. Der Dreh beginnt, doch die Probleme nehmen zu. Während das Geld und die Zeit immer knapper werden, versuchen Hussein und Alan alles Menschenmögliche, um den Film zu beenden. Das Hauptproblem dreht sich hingegen um Sinars Familie. Hiwas Eifersucht und Frustration übers Sinars Hingabe zum Projekt wird durch Hamids Vorwurf der Ehrverletzung und einem drohenden Ausstoß aus dem Familienverband nur noch verstärkt. In einer tragischen Wendung wird Hussein während des Drehs der finalen Szene angeschossen. Er überlebt schwer verletzt, die Produktion kommt dadurch jedoch erneut ins Stocken. Die größte Frage bleibt: Wird der Film jemals die große Leinwand erreichen?

## Kritiken
“… a dark tale of an inescapable past told with expected dollops of absurdist humor. Presumably full of semi-autobiographical touches, the film fits snugly into director Shawkat Amin Korki’s body of work („Kick Off“, „Crossing the Dust“) and the long line of pics dealing with the social and personal pressures of making a relevant movie.”

“Though the gentle humor of his previous films is there, it’s dominated by the angst of the fictional filmmakers as they battle to find actors and resources in a poverty-stricken landscape. Not as easy or charming a picture as the director’s Kick Off, it will likely find most positive response from informed festival audiences interested in recent Kurdish history.”

„Memories on Stone ist […] nicht nur ein Versuch, die Wunde der Vergangenheit zu heilen (eine tragische Geschichte, die sich gerade heute zu wiederholen droht), sondern auch ein kluges und immer wieder überraschendes Bekenntnis zu einer aussergewöhnlichen Berufung: dem Filmemachen.“

## Preise und Nominierungen
- 2014: Weltpremiere: Karlovy Vary International Film Festival
- 2014: Best Film from the Arab World – Abu Dhabi Film Festival
- 2014: Unesco Prize – Asia Pacific Screen Awards
- 2014: Best Director (Shawkat Amin Korki) – Cinedays Skopje International Film Festival
- 2015: Best Film, Best Screenplay, Special Mention of the Critics – Fantasporto Film Festival
- 2015: Best Feature Narrative – Peace on Earth Film Festival Chicago
- 2015: Best Narrative Feature, Best Actor (Hussein Hassan), Special Jury Prize for Editing (Ebrahim Saeedi) – RiverRun International Film Festival
- 2015: Best Kurdish Director, Duhok City Award for Best Feature Length Film filmed in the Bahdinan Region – Duhok International Film Festival
- 2015: Special Jury Award – Asian World Film Festival (Los Angeles)
- 2015: Bester Internationaler Film – Antalya Film Festival
- 2016: Irakischer Oscar-Beitrag